# جايداري
جايداري قرية تقع إدارياً ضمن تريافنا في بلغاريا. تعتمد جايداري للبريد على الرمز البريدي 5367 وللاتصالات على رمز الاتصال الهاتفي المحلي 067774.